# Hana Jalloul
Hana Jalloul Muro (Zaragoza, 8 de abril de 1978) es una profesora universitaria. política e investigadora en terrorismo española, que ejerció como portavoz del Grupo Parlamentario Socialista en la Asamblea de Madrid. Entre 2020 y 2021 fue secretaria de Estado de Migraciones.

## Biografía
Nacida el 8 de abril de 1978 en Zaragoza, de padre libanés y madre española, se crio entre Sabiñánigo y Madrid.
Se doctoró en la Universidad Complutense de Madrid. Ha trabajado como profesora asociada para la Universidad Carlos III de Madrid en el campo de estudios de terrorismo internacional.
Miembro del Partido Socialista Obrero Español, también trabajó como asesora de José Manuel Rodríguez Uribes en la Delegación del Gobierno en la Comunidad de Madrid.
Incluida en el número 20 de la lista del PSOE de cara a las elecciones a la Asamblea de Madrid de 2019, resultó elegida diputada para la xi legislatura del parlamento regional; siendo designada portavoz del Grupo Parlamentario Socialista en la Comisión de Justicia, Interior y Víctimas del Terrorismo.
Abandonó su escaño regional el 30 de enero de 2020 tras ser nombrada secretaria de Estado de Migraciones en el segundo gobierno de Pedro Sánchez. Cesó el 31 de marzo de 2021 tras anunciarse días antes su inclusión como número dos de la lista del PSOE en las elecciones anticipadas a la Asamblea de Madrid de 2021. Tras las elecciones, y ante la renuncia del número uno de la lista, Ángel Gabilondo, fue nombrada portavoz del grupo socialista en la Asamblea de Madrid. Abandonó dicho cargo tras las primarias del PSOE-M, en las que el exalcalde de Soto del Real, Juan Lobato, salió victorioso, siendo poco después designado nuevo portavoz socialista.
En la actualidad ocupa el cargo de secretaria de Política Internacional y Cooperación al Desarrollo del PSOE.
Se presentó por el PSOE a las elecciones al Parlamento Europeo de 2024, obteniendo su escaño de eurodiputada.